# Nhà thờ Thánh Catherine thành Alexandria ở Kremnica
Nhà thờ Thánh Catherine thành Alexandria ở Kremnica (tiếng Slovakia: Kostol svätej Kataríny Alexandrijskej v Kremnica) là một nhà thờ tọa lạc ngay tại trung tâm thành phố Kremnica, vùng Banská Bystrica, Slovakia. Nhà thờ là đặc điểm nổi bật của Quần thể Lâu đài Thành phố. Vào ngày 18 tháng 5 năm 1955, nhà thờ này được ghi danh vào Danh sách Di tích Trung ương theo quyết định của Bộ Văn hóa Cộng hòa Slovakia. Năm 1970, theo Nghị quyết của Chủ tịch Hội đồng Quốc gia Slovakia, nhà thờ được công nhận là di tích văn hóa quốc gia.

## Miêu tả
Nhà thờ Thánh Catherine thành Alexandria ở Kremnica là một nhà thờ được xây dựng theo phong cách kiến trúc Gothic, bao gồm hai gian giữa và một tòa tháp chuông đồ sộ. Nhà thờ này được củng cố bằng một bức tường một cổng và ba pháo đài. Ngày nay vẫn còn vết tích của tòa thị chính cũ ở phía nam của công sự. Nhà thờ Thánh Catherine thành Alexandria từng là nhà thờ giáo xứ cho đến cuối thế kỷ 14.
Vào năm 1922, trên cơ sở nghiên cứu của nhà bảo tồn Jindřich Čapek Jr., một dự án trùng tu di tích đã được lập ra. Công cuộc trùng tu chính thức diễn ra vào năm 1930, dưới sự giám sát của Václav Mencl.